# Elección para gobernador de Vermont de 2022
La elección para gobernador de Vermont de 2022 se realizó el 8 de noviembre. El gobernador titular republicano Phillip Scott resultó reelecto para un cuarto mandato de dos años.

## Primaria republicana

### Candidatos declarados
- Stephen Bellows.
- Peter Duval.
- Phil Scott, gobernador titular.[2]

### Resultados
| Candidatos                         | Votos  | %     |
| ---------------------------------- | ------ | ----- |
|                                    | Votos  | %     |
| Phil Scott                         | 20,319 | 68,56 |
| Stephen Bellows                    | 5,402  | 18,22 |
| Peter Duval                        | 3,627  | 12,24 |
| Escritos                           | 290    | 0,98  |
|                                    |        |       |
| Total                              | 29,638 | 100   |
|                                    |        |       |
| Fuente: Vermont Secretary of State |        |       |

## Resultados

### Generales
| Elección para gobernador de Vermont 2022 | Elección para gobernador de Vermont 2022 | Elección para gobernador de Vermont 2022 | Elección para gobernador de Vermont 2022 | Elección para gobernador de Vermont 2022 |
| Partido                                  | Partido                                  | Candidato                                | Votos                                    | %                                        |
| ---------------------------------------- | ---------------------------------------- | ---------------------------------------- | ---------------------------------------- | ---------------------------------------- |
|                                          | Republicano                              | Phil Scott                               | 202,147                                  | 69,24                                    |
|                                          | Demócrata                                | Brenda Siegel                            | 68,248                                   | 23,38                                    |
|                                          | Independiente                            | Kevin Hoyt                               | 6,022                                    | 2,06                                     |
|                                          | Independiente                            | Peter Duval                              | 4,723                                    | 1,62                                     |
|                                          | Independiente                            | Bernard Peters                           | 2,315                                    | 0,79                                     |
|                                          |                                          |                                          |                                          |                                          |
| Total                                    | Total                                    | Total                                    | 284,801                                  | 100                                      |
|                                          |                                          |                                          |                                          |                                          |
| Fuente: 2022 Vermont Election Results    |                                          |                                          |                                          |                                          |

### Por condado
| Condado    | Scott (R) | Scott (R) | Siegel (D) | Siegel (D) | Hoyt (I) | Hoyt (I) | Duval (I) | Duval (I) | Peters (I) | Peters (I) | Total   |        |
| Condado    | Votos     | %         | Votos      | %          | Votos    | %        | Votos     | %         | Votos      | %          | Total   | Votos  |
| ---------- | --------- | --------- | ---------- | ---------- | -------- | -------- | --------- | --------- | ---------- | ---------- | ------- | ------ |
| Condado    | Addison   | 12,855    | 71,76      | 4,446      | 24,82    | 262      | 1,46      | 271       | 1,51       | 81         | 0,45    | 17,915 |
| Bennington | 10,624    | 67,59     | 3,733      | 23,75      | 964      | 6,13     | 280       | 1,78      | 118        | 0,75       | 15,719  |        |
| Caledonia  |           |           |            |            |          |          |           |           |            |            |         |        |
| Chittenden |           |           |            |            |          |          |           |           |            |            |         |        |
| Essex      |           |           |            |            |          |          |           |           |            |            |         |        |
| Franklin   |           |           |            |            |          |          |           |           |            |            |         |        |
| Grand Isle |           |           |            |            |          |          |           |           |            |            |         |        |
| Lamoille   |           |           |            |            |          |          |           |           |            |            |         |        |
| Orange     |           |           |            |            |          |          |           |           |            |            |         |        |
| Orleans    |           |           |            |            |          |          |           |           |            |            |         |        |
| Rutland    |           |           |            |            |          |          |           |           |            |            |         |        |
| Washington |           |           |            |            |          |          |           |           |            |            |         |        |
| Windham    |           |           |            |            |          |          |           |           |            |            |         |        |
| Windsor    | 18,953    | 71,04     | 6,526      | 24,46      | 618      | 2,32     | 403       | 1,51      | 180        | 0,67       | 26,680  |        |
|            |           |           |            |            |          |          |           |           |            |            |         |        |
| Total      | 202,147   | 69,24     | 68,248     | 23,38      | 6,022    | 2,06     | 4,723     | 1,62      | 2,315      | 0,79       | 284,801 |        |